# Toekédogo
Toekédogo, également orthographié Toekodogo, est une localité située dans le département de Barsalogho de la province du Sanmatenga dans la région Centre-Nord au Burkina Faso.

## Géographie
Très isolé au nord-ouest du département, Toekédogo se trouve à 3 km à l'ouest de Yirgou, à 8 km à l'ouest de Foubé et à environ 60 km au nord de Barsalogho, le chef-lieu du département.

## Histoire
Le village fait partie des localités du département ayant subi des attaques djihadistes perpétrées en janvier 2019 lors du massacre de Yirgou et de Gassékili, puis avec Sagho le 22 juin 2019 (faisant deux morts dans le village),, qui ont conduit au déplacement à plusieurs reprises de milliers de personnes habitants le secteur vers les camps de Barsalogho et de Foubé la même année,.

## Éducation et santé
Le centre de soins le plus proche de Toekédogo est le centre de santé et de promotion sociale (CSPS) de Foubé tandis que le centre médical avec antenne chirurgicale (CMA) se trouve à Barsalogho et le centre hospitalier régional (CHR) à Kaya.
Le village possède une école primaire publique.